# Анбартеппе
Анбартеппе (перс. انبارتپه‎) — село на севере Ирана, в остане Альборз. Входит в состав шахрестана Назарабад. Является частью дехестана (сельского округа) Танкеман бахша Танкеман.

## География
Село находится в западной части Альборза, к югу от гор Эльбурс, на расстоянии приблизительно 22 километров к западу-северо-западу (WNW) от Кереджа, административного центра провинции. Абсолютная высота — 1219 метров над уровнем моря.

## Население
По данным переписи 2006 года население села составляло 613 человек (306 мужчин и 307 женщин). В Анбартеппе насчитывалось 161 домохозяйство. Уровень грамотности населения составлял 75,69 %. Уровень грамотности среди мужчин составлял 77,12 %, среди женщин — 74,27 %.